# Papp Lajos László
Papp Lajos László (Budapest, 1906. november 22. – ?) válogatott labdarúgó, hátvéd.

## Pályafutása

### Klubcsapatban
A Ferencvárosban 1927 és 1937 között összesen 219 mérkőzésen szerepelt (95 bajnoki, 108 nemzetközi, 16 hazai díjmérkőzés), és 2 gólt szerzett (1 bajnoki, 1 egyéb).

### A válogatottban
1926-ban 1 alkalommal szerepelt a válogatottban.

## Sikerei, díjai

### Játékosként
- Magyar bajnokság
  - bajnok: 1926–27, 1931–32, 1933–34
  - 2.: 1928–29, 1929–30, 1934–35, 1936–37
  - 3.: 1930–31, 1932–33
- Magyar kupa
  - győztes: 1927, 1933, 1935

## Statisztika

### Mérkőzései a válogatottban
| Magyarország | Magyarország   | Magyarország                    | Magyarország | Magyarország | Magyarország | Magyarország | Magyarország | Magyarország |
| #            | Dátum          | Helyszín                        | Hazai        | Eredmény     | Vendég       | Kiírás       | Gólok        | Esemény      |
| ------------ | -------------- | ------------------------------- | ------------ | ------------ | ------------ | ------------ | ------------ | ------------ |
| 1.           | 1926. május 2. | Budapest, Hungária körúti pálya | Magyarország | 0 – 3        | Ausztria     | barátságos   | -            |              |
|              | Összesen       |                                 |              | 1            | mérkőzés     |              | 0            | gól          |